# Les Hommes de paille
Les Hommes de paille est la cinquante-troisième histoire de la série Les Tuniques bleues de Lambil et Raoul Cauvin. Elle est publiée pour la première fois du no 3091 au no 3100 du journal Spirou, puis en album en 1998.

## Résumé
Le général Alexander et ses officiers ont élaboré LE plan pour piéger les Sudistes : choisir des hommes au hasard, leur faire apprendre par cœur les détails d'un faux plan de bataille, et les envoyer d'une façon ou d'une autre chez les Sudistes, afin que ces derniers récupèrent ces fausses informations et tombent dans le panneau. Ils croyaient leur plan infaillible... Seulement voilà, ils n'auraient jamais dû confier cette mission au sergent Chesterfield et au caporal Blutch.
À la fin de l'album, ils seront contraints de déserter et de fuir au Mexique.

## Personnages
- Sergent Chesterfield
- Caporal Blutch
- Général Alexander

### Documentation
- Laurent Mélikian, « Pas de charge pour un vieux couple », BoDoï, no 6,‎ mars 1998, p. 37.